# Troglohyphantes novicordis
Troglohyphantes novicordis là một loài nhện trong họ Linyphiidae.
Loài này thuộc chi Troglohyphantes. Troglohyphantes novicordis được Konrad Thaler miêu tả năm 1978.